# Anne Stanhope
Anne Stanhope (morte le 16 avril 1587) est la fille de Sir Edward Stanhope (1462 – 6 juin 1511) et d'Élizabeth Bourchier. En tant qu'épouse d'Édouard Seymour 1er duc de Somerset, qui est Lord Protecteur pendant la première partie du règne de son neveu le roi Édouard VI, Anne est brièvement la femme la plus puissante d'Angleterre. Elle réclame même la préséance sur la reine douairière, Catherine Parr.

## Biographie

### Famille
Anne naît à Sudbury dans le Suffolk, à une date inconnue. Elle a deux demi-frères issus du premier mariage de son père avec Avelina Clifford : Richard Stanhope et sir Michael Stanhope. Ses grands-parents paternels sont sir Thomas Stanhope et Mary Jerningham ; ses grands-parents maternels, Fulke Bourchier, second baron Fitzwaryn, et Élizabeth Dynham. Par sa mère, Anne est une descendante directe de Thomas de Woodstock, le plus jeune fils du roi Édouard III d'Angleterre et de Philippa de Hainaut
Elle est très intelligente et déterminée, mais son snobisme et sa prétention la rendent impopulaire. Antonio de Guaras, un marchand espagnol qui réside à Londres, dit d'elle qu'elle est « plus présomptueuse que Lucifer ». 

### Premier mariage
En 1535, Anne devient la seconde épouse de sir Édouard Seymour, le frère aîné de Jeanne Seymour, qui devient en 1536 la troisième épouse du roi Henri VIII d'Angleterre. Peu après le mariage du roi et de Jeanne, Edward est fait vicomte Beauchamp ; moins d'un an et demi plus tard, en octobre 1537, il est nommé comte d'Hertford, Anne devenant comtesse. Elle finit par être duchesse de Somerset quand son époux est élevé au rang de duc en 1547.
Anne est une amie proche de la princesse Marie Tudor et de sa belle-sœur Jeanne Seymour. La reine serait d'ailleurs la marraine du premier enfant d'Anne, Edward, qui naît en février 1537. La cérémonie se déroule à Chester Place, aux côtés de la reine. Thomas Cromwell et la princesse Marie sont également parrains. L'enfant meurt à deux ans. Un autre fils, qui porte le même prénom, naît en mai 1539 et vit jusqu'en 1621. Cet Edward porte le titre de premier comte d'Hertford, son père ayant perdu le titre, et épouse en secret une prétendante au trône d'Angleterre, Catherine Grey, de qui il a trois fils.
Il était très connu en Angleterre qu'Anne exerçait une grande emprise sur son époux. Ils eurent en tout sept enfants[Interprétation personnelle ?].

### Vie à la Cour

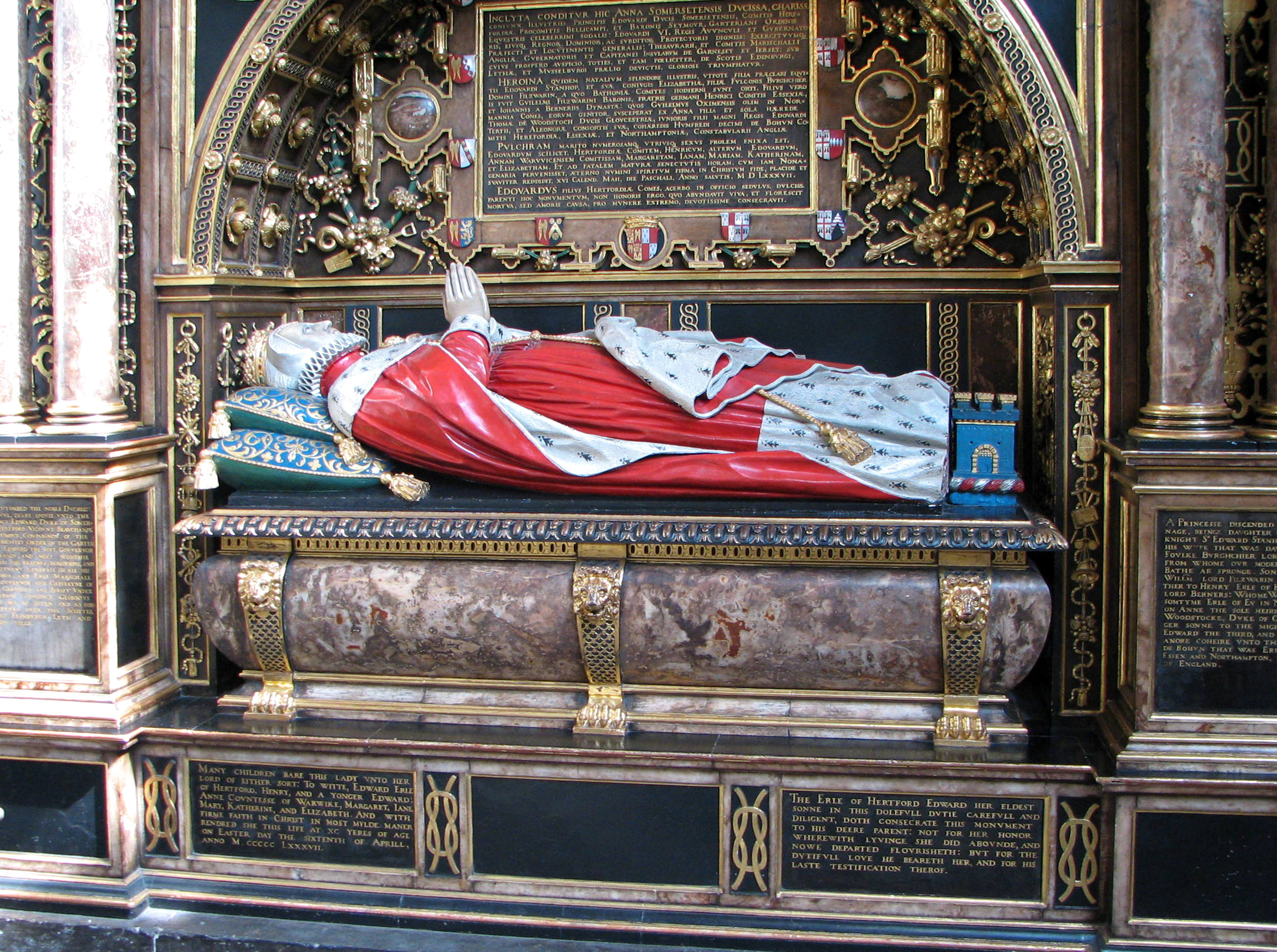
Tombe d'Anne Stanhope à l'abbaye de Westminster.

Anne assiste à la cérémonie de mariage d'Henri VIII et de Catherine Parr le 12 juillet 1543. À la mort d'Henri, Edward Seymour, en devenant Lord Protecteur d'Angleterre, obtient tous les pouvoirs du roi sans le titre. Anne se considère alors comme la première dame du royaume, réclamant même la préséance sur Catherine Parr lorsque celle-ci épouse son beau-frère, Thomas Seymour. Anne estime que la reine douairière a perdu ce droit de préséance en se remariant. Elle refuse que Catherine la précède, et essaye même de la pousser physiquement hors de sa place lors de leurs entrées et sorties à la Cour, et dit même d'elle : « Si le maître amiral [Thomas Seymour] n'apprend pas de meilleurs manières à sa femme, c'est moi qui m'en chargerai. » Catherine, de son côté, évoque l'« infernale » quand elle parle d'Anne. 
Catherine Parr gagne la bataille en invoquant l'Acte de Succession qui établit clairement qu'elle a la préséance sur toutes les dames du royaume. En fait, Anne vient après les princesses Marie et Élisabeth Tudor, et après Anne de Clèves. Anne possède néanmoins un pouvoir considérable pendant un certain temps, qui nuit même à la réputation de son époux. Edward, lui, réussit à se libérer des contraintes du Conseil et effectue de nombreuses réformes protestantes dans l'Église.
Son époux perd son titre de Lord Protecteur après le putsch de palais orchestré par John Dudley. Bien qu'il ait été au départ autorisé à participer au Conseil Privé, il est accusé en 1551 de haute trahison. Il est jugé coupable le 1er décembre 1551 et exécuté par décapitation le 22 janvier 1552 à la tour de Londres. Il y est enterré, dans la chapelle de St Peter ad Vincula.

### Second mariage
Anne est dépeinte comme une « femme violente » ; elle est tenue responsable du destin de son époux, qu'elle a poussé à mener une politique ruineuse. Elle est haïe à la Cour.
Elle épouse en secondes noces un noble de moindre rang, Francis Newdigate de Hansworth, qui a servi son précédent époux. Il meurt le 26 janvier 1581 et elle vit le restant de ses jours à Shelford, dans le Nottinghamshire. Elle meurt en 1587 et elle est enterrée à l'abbaye de Westminster, où la tombe peinte à son effigie est encore visible. Elle possède un mémorial à l'église de Saint-Pierre-et-Saint-Paul de Shelford.

### Descendance
- Si vous ne connaissez pas le sujet, laissez ce bandeau (vous pouvez alors contacter les auteurs).
- Si vous supprimez le contenu mis en cause (vous pouvez préalablement contacter les auteurs),

argumentez précisément cette suppression dans la page de discussion
(un manque de référence n'est pas un argument ; une recherche réelle de référence doit avoir été effectuée, être formellement documentée).
- Edward Seymour (1537- 1539)
- Edward Seymour (22 mai 1539 - 1621), qui épouse en novembre 1560, lady Catherine Grey, de qui il a deux fils ; puis, en 1582, Frances Howard ; et, en 1601, Frances Prannell.
- Anne Seymour (1540- 1588), qui épouse tout d'abord John Dudley, deuxième comte de Warwick ; puis sir Edward Unton MP, de qui elle a une descendance.
- Lady Jane Seymour (1541- 1561)
- Mary Seymour (née en 1552)
- Elizabeth Seymour (1552- 3 juin 1602), qui épouse Sir Richard Knightley
- Lord Henry Seymour (né en 1552)

## Anne Stanhope dans la fiction

### À la télévision
- 2009-2010 : Les Tudors, série TV de Michael Hirst : Emma Hamilton (saisons 3 et 4)

### Source
- (en) Cet article est partiellement ou en totalité issu de l’article de Wikipédia en anglais intitulé « Anne Seymour, Duchess of Somerset » (voir la liste des auteurs).